# Football Club de Metz 1973-1974
Questa voce raccoglie le informazioni riguardanti il Football Club de Metz nelle competizioni ufficiali della stagione 1973-1974.

## Maglie e sponsor
Lo sponsor tecnico per la stagione 1973-1974 è Le Coq Sportif.
| Manica sinistra · Maglietta · Manica destra · Pantaloncini · Calzettoni |

## Rosa
| N. |                        | Ruolo | Calciatore        |
| -- | ---------------------- | ----- | ----------------- |
|    | Francia (bandiera)     | P     | Patrick Barth     |
|    | Polonia (bandiera)     | P     | Marian Szeja      |
|    | Francia (bandiera)     | D     | Michel Baulier    |
|    | Francia (bandiera)     | D     | Patrick Battiston |
|    | Lussemburgo (bandiera) | D     | Fernand Jeitz     |
|    | Francia (bandiera)     | D     | Daniel Jenny      |
|    | Francia (bandiera)     | D     | Joël Muller       |
|    | Francia (bandiera)     | D     | Marc Rastoll      |
|    | Francia (bandiera)     | D     | Francis Scheck    |
|    | Polonia (bandiera)     | C     | Bernard Blaut     |
|    | Francia (bandiera)     | C     | Alain Chipon      |
|    | Francia (bandiera)     | C     | André Coustillet  |

| N. |                        | Ruolo | Calciatore           |
| -- | ---------------------- | ----- | -------------------- |
|    | Francia (bandiera)     | C     | Dominique Cuperly    |
|    | Francia (bandiera)     | C     | Claude Hausknecht    |
|    | Francia (bandiera)     | C     | Jacky Pérignon       |
|    | Francia (bandiera)     | C     | Jacky Receveur       |
|    | Lussemburgo (bandiera) | A     | Nico Braun           |
|    | Lussemburgo (bandiera) | A     | Marcel Di Domenico   |
|    | Francia (bandiera)     | A     | Claude Franquet      |
|    | Francia (bandiera)     | A     | Philippe Levavasseur |
|    | Francia (bandiera)     | A     | Patrick Rémy         |
|    | Francia (bandiera)     | A     | Claude Petyt         |
|    | Francia (bandiera)     | A     | André Tota           |
|    | Francia (bandiera)     | A     | Roland Weber         |